# Zentralkollineation

Zentralkollineation: Für jeden Punkt sind kollinear.

Als Zentralkollineation (kurz: Perspektivität) wird in der Geometrie eine Kollineation bezeichnet, die ein Zentrum und eine Fixpunkthyperebene besitzt. Das Zentrum ist ein Punkt des projektiven Raumes mit der Eigenschaft, dass jede Gerade durch diesen Punkt eine Fixgerade der Perspektivität ist.
Älter als der Begriff Perspektivität im Sinne einer bijektiven Selbstabbildung eines mindestens zweidimensionalen projektiven Raumes ist das Konzept der perspektiven Lage von eindimensionalen Gebilden zueinander, vergleiche die Abbildung rechts unten. Moderner spricht man hier von einer zentralperspektiven Zuordnung oder dual von einer axialperspektiven Zuordnung. Diese Abbildungen, die zum Beispiel bereits für den Satz von Pascal wichtig sind, lassen sich im Allgemeinen nur dann zu einer Perspektivität des Gesamtraumes fortsetzen, wenn dieser Raum pappossch ist und das Fano-Axiom erfüllt. Algebraisch formuliert: Wenn dieser umfassendere Raum ein {\displaystyle \mathbb {P} ^{n}(K),n\geq 2} über einem kommutativen Körper {\displaystyle K} mit einer Charakteristik {\displaystyle \operatorname {char} (K)\neq 2} ist. Da man bis zur zweiten Hälfte des neunzehnten Jahrhunderts (implizit, denn eine Axiomatik der reellen Zahlen wurde erst damals entwickelt) reelle, höchstens dreidimensionale projektive Geometrie (als Geometrie der Lage) betrieben hat, werden in der älteren Literatur perspektive Zuordnung und Perspektivität nicht scharf unterschieden und häufig gleich bezeichnet.

Die Ausgangskonfiguration des Satzes von Desargues war in der Geometrie der Lage ein typischer Fall einer „Perspektivität“: Die farbigen Dreiecke und sind vom Punkt aus gesehen in perspektiver Lage zueinander. Es besteht also eine (zentral-)perspektive Zuordnung, die die ungestrichenen Punkte den gestrichenen zuordnet. Wenn der desarguessche Satz gilt, dann sind die Dreiecke (als Dreiseite) auch (axial-)perspektiv zueinander von der Achse aus gesehen. Dann gibt es genau eine Perspektivität (im Sinne der neueren projektiven Geometrie) der gesamten Ebene, die die perspektiv zugeordneten Punkte aufeinander abbildet.

In der synthetischen Geometrie wird der Begriff „ebene Perspektivität“ für projektive Ebenen unabhängig vom Begriff „Projektivität“ definiert: Dort ist eine Perspektivität eine (projektive) Kollineation mit einem Zentrum und einer Fixpunktgeraden (Achse). Für projektive Ebenen ist der Begriff gleichbedeutend zum Begriff zentral-axiale Kollineation.
Die Definition der synthetischen Geometrie ist für desarguessche projektive Ebenen – das sind gerade die Ebenen, die zugleich als zweidimensionale projektive Räume im Sinne der analytischen Geometrie aufgefasst werden können – gleichwertig zur Definition als Projektivitäten mit Zentrum und Achse. Sie erlaubt es, den Begriff der „Projektivität“ auf nichtdesarguessche Ebenen zu verallgemeinern.
→ Eine wichtige Anwendung haben die ebenen Perspektivitäten bei der Klassifikation projektiver Ebenen.

## Definitionen

### Perspektivität in einem desarguesschen Raum
Sei {\displaystyle K} ein Schiefkörper, {\displaystyle n\in \mathbb {N} ,\;n\geq 2} und {\displaystyle \mathbb {P} ^{n}(K)} der {\displaystyle n}-dimensionale projektive Raum über {\displaystyle K}. Dann heißt eine Projektivität {\displaystyle \pi \colon \mathbb {P} ^{n}(K)\rightarrow \mathbb {P} ^{n}(K)} projektive Perspektivität, wenn eine der folgenden äquivalenten Bedingungen erfüllt ist:
1. Es existiert ein Punkt {\displaystyle Z\in \mathbb {P} ^{n}(K)}, sodass jede Gerade {\displaystyle g} durch {\displaystyle Z} eine Fixgerade von {\displaystyle \pi } ist, also {\displaystyle \pi (g)=g} gilt.
2. Es existiert eine Fixpunkthyperebene, die Achse[2] {\displaystyle H} von {\displaystyle \pi }, das heißt ein {\displaystyle n-1}-dimensionaler projektiver Teilraum {\displaystyle H<\mathbb {P} ^{n}(K)}, sodass die Einschränkung {\displaystyle \left.\pi \right|_{H}} die identische Abbildung von {\displaystyle H} ist.

### Perspektivität in einer projektiven Ebene
Sei {\displaystyle {\mathfrak {P}}} eine projektive Ebene. Dann heißt eine Kollineation {\displaystyle \kappa \colon {\mathfrak {P}}\rightarrow {\mathfrak {P}}} projektive Perspektivität, wenn eine der folgenden äquivalenten Bedingungen erfüllt ist:
1. Es existiert ein Punkt {\displaystyle Z\in {\mathfrak {P}}}, sodass jede Gerade {\displaystyle g} durch {\displaystyle Z} eine Fixgerade von {\displaystyle \kappa } ist, also {\displaystyle \kappa (g)=g} gilt.
2. Es existiert eine Fixpunktgerade {\displaystyle h} von {\displaystyle \kappa }, das heißt eine Gerade der Ebene {\displaystyle {\mathfrak {P}}}, sodass die Einschränkung {\displaystyle \left.\kappa \right|_{h}} die identische Abbildung von {\displaystyle h} ist.

### Zusammenhang der Definitionen
Eine desarguesche projektive Ebene ist stets isomorph zu einem zweidimensionalen projektiven Raum {\displaystyle \mathbb {P} ^{2}(K)} über einem durch die Ebene bis auf Isomorphie eindeutig bestimmten Schiefkörper {\displaystyle K}. Eine Kollineation eines solchen Raumes ist bereits dann doppelverhältnistreu, wenn sie die Doppelverhältnisse für die Punkte auf einer projektiven Geraden nicht verändert (→ vergleiche hierzu den Artikel Kollineation). Da eine Perspektivität eine Kollineation mit einer Fixpunktgeraden ist, ist sie zunächst für diese Gerade und damit überhaupt doppelverhältnistreu und folglich eine Projektivität.

### Projektivität in einer nichtdesarguesschen Ebene
In der synthetischen Geometrie definiert man:
Sei {\displaystyle {\mathfrak {P}}} eine beliebige projektive Ebene. Dann heißt eine Abbildung {\displaystyle \kappa \colon {\mathfrak {P}}\rightarrow {\mathfrak {P}}} Projektivität, wenn sie sich als Komposition von endlich vielen Perspektivitäten darstellen lässt.
Als Komposition spezieller Kollineationen ist eine solche Abbildung {\displaystyle \kappa } natürlich dann ebenfalls eine Kollineation, insbesondere bijektiv. Bei einer desarguesschen Ebene ist sie wie die Perspektivitäten doppelverhältnistreu. Man kann zeigen, dass eine doppelverhältnistreue Kollineation stets durch eine Verkettung von Perspektivitäten darstellbar ist und dass für diese Kompositionsdarstellung nie mehr als drei Perspektivitäten verkettet werden müssen.
Damit sind die Definitionen der linearen Algebra und der synthetischen Geometrie für desarguessche Ebenen äquivalent.
Man beachte aber, dass die Verkettung von zwei Perspektivitäten im Allgemeinen keine Perspektivität ist.

## Ebene Perspektivitäten
- Jede Kollineation einer affinen Ebene lässt sich eindeutig zu einer Kollineation in ihrem projektiven Abschluss fortsetzen. Dort ist dann die Ferngerade eine Fixgerade der projektiven Kollineation. Umgekehrt entspricht einer Kollineation in einer projektiven Ebene genau dann eine Kollineation der affinen Ebene, die durch Schlitzen der projektiven Ebene entsteht, wenn längs einer Fixgeraden der Kollineation geschlitzt wird.
- Die verallgemeinerten Begriffe „Affinität“ und „Projektivität“ (s. oben) der synthetischen Geometrie sind kompatibel: Eine Kollineation einer projektiven Ebene mit (wenigstens) einer Fixgerade ist genau dann eine Projektivität, wenn ihre Einschränkung auf eine (gleichwertig: auf jede) aus ihr durch Schlitzen längs einer Fixgerade hervorgegangene affine Ebene eine Affinität ist, eine Kollineation auf einer affinen Ebene ist genau dann eine Affinität, wenn ihre Fortsetzung auf dem projektiven Abschluss der Ebene eine Projektivität ist. Allerdings existieren auch Projektivitäten ohne Fixgerade.
- Eine Kollineation einer projektiven Ebene heißt axiale Kollineation, wenn eine Gerade {\displaystyle a} existiert, die eine Fixpunktgerade der Kollineation ist, das heißt, die Einschränkung der fraglichen Kollineation auf {\displaystyle a} ist die identische Abbildung der Geraden. In diesem Fall heißt {\displaystyle a} Achse der axialen Kollineation.
- Eine Kollineation einer projektiven Ebene heißt zentrale Kollineation, wenn ein Punkt {\displaystyle Z} existiert, sodass jede Gerade durch {\displaystyle Z} eine Fixgerade der Kollineation ist. Damit ist {\displaystyle Z} automatisch auch ein Fixpunkt der Kollineation und wird als Zentrum der Kollineation bezeichnet.

### Eigenschaften und Bezeichnungen
- Die Begriffe axiale Kollineation und zentrale Kollineation sind zueinander dual.
- Eine nichtidentische Kollineation hat höchstens ein Zentrum und höchstens eine Achse.[6]
- Eine Kollineation ist genau dann zentral, wenn sie axial ist.[3]
  - Eine Kollineation, die zentral oder axial (und damit beides) ist, wird auch als zentral-axiale Kollineation[7] oder ebene Perspektivität bezeichnet.
- Für eine nichtidentische Perspektivität gilt:[3]

1. Die Menge der Fixpunkte besteht genau aus der Menge der Punkte der Achse zusammen mit dem Zentrum.
2. Die Menge der Fixgeraden besteht genau aus der Achse zusammen mit allen Geraden durch das Zentrum.
3. Sie ist durch ihre Achse, ihr Zentrum und ein Punkt-Bildpunkt-Paar (weder auf der Achse noch das Zentrum) eindeutig bestimmt.

- Die Menge der zentralen Kollineationen mit einem festen Zentrum bildet eine Untergruppe der projektiven Gruppe.
- Die Menge der axialen Kollineationen mit einer festen Achse {\displaystyle a} bildet eine Untergruppe der projektiven Gruppe.
  - Die Menge der zentral-axialen Kollineationen mit Zentrum auf der festen Achse {\displaystyle a} bildet eine Untergruppe der zuletzt genannten Gruppe.

### Bildkonstruktion, Existenz und Eindeutigkeit

Bildkonstruktion bei einer ebenen Perspektivität aus deren Achse und dem Zentrum (blau) mit der Hilfe eines gegebenen Punkt-Bildpunktpaares.

Von einer ebenen Perspektivität ist uns die Achse {\displaystyle a} und das Zentrum {\displaystyle Z} gegeben. Vergleiche die Abbildung rechts: Achse und Zentrum sind blau. Darüber hinaus ist von einem Punkt {\displaystyle A_{1}}, der nicht auf der Achse liegt und auch nicht mit dem Zentrum zusammenfällt, sein Bildpunkt {\displaystyle A_{2}} bekannt. Dieser muss auf der Verbindungsgeraden {\displaystyle A_{1}+Z} liegen, da sie eine Fixgerade ist.
1. Zu einem weiteren Punkt {\displaystyle B_{1}} zeichnen wir die Verbindungsgerade {\displaystyle B_{1}+A_{1}}, sie schneidet die Achse {\displaystyle a} in einem Fixpunkt {\displaystyle F}.
2. Das Bild von {\displaystyle B_{1}+A_{1}=A_{1}+F} ist die Gerade {\displaystyle A_{2}+F}.
3. Die Verbindungsgerade {\displaystyle B_{1}+Z} ist eine Fixgerade.
4. Das Bild von {\displaystyle B_{1}} unter der Perspektivität ist {\displaystyle B_{2}}. Das ist der Schnittpunkt der Fixgeraden {\displaystyle B_{1}+Z} aus 3. und der Geraden {\displaystyle A_{2}+F} aus 2.

Sonderfälle:
- Liegt der Punkt {\displaystyle B_{1}} auf der Fixgeraden {\displaystyle A_{1}+A_{2}=A_{1}+Z}, dann muss zunächst nach dem angegebenen Konstruktionstext das Bild {\displaystyle H_{2}} eines Hilfspunktes {\displaystyle H_{1}} außerhalb der Fixgeraden und der Achse konstruiert werden. Dieses Hilfspunktpaar kann dann zur Konstruktion benutzt werden.
- Die Konstruktionsbeschreibung kann auch angewendet werden, wenn das Zentrum {\displaystyle Z} auf der Achse {\displaystyle a} liegt.

Eindeutigkeit und Existenz:

Die Vorgaben seien wie oben angegeben: Wann existiert eine eindeutige Kollineation mit Fixpunktgerade {\displaystyle a} und Fixpunkt {\displaystyle Z}, die den Punkt {\displaystyle A_{1}} auf {\displaystyle A_{2}\in (A_{1}+Z)} abbildet? Dabei setzen wir {\displaystyle A_{1},A_{2}\not \in a;\;Z\not \in \{A_{1},A_{2}\}}, aber zunächst nicht {\displaystyle A_{1}\neq A_{2}} voraus.
- Falls eine solche Kollineation existiert, ist sie axial, denn sie hat eine Fixpunktgerade, also ist sie eine Perspektivität. Sie muss also auch ein Zentrum besitzen und dieses kann nur {\displaystyle Z} sein (oder die Kollineation ist die identische Abbildung), da {\displaystyle A_{1}+Z} eine Fixgerade ist. Aus dem Konstruktionstext folgt die Eindeutigkeit: Es kann keine weitere Kollineation geben, die die Vorgaben erfüllt!
- Insbesondere existiert die Kollineation für {\displaystyle A_{1}=A_{2}} und ist dann die identische Abbildung.
- Hinreichend für die Existenz im Fall {\displaystyle A_{1}\neq A_{2}} ist, dass das Paar {\displaystyle (Z,a)} in der Lenz-Barlotti-Figur der Ebene enthalten ist.
- Genau dann existiert für jedes beliebige Paar {\displaystyle (Z,a);Z\in a} und jedes Paar {\displaystyle (A_{1},A_{2})} von verschiedenen Punkten mit {\displaystyle Z\in (A_{1}+A_{2}),\,Z\not \in \{A_{1},A_{2}\},\,A_{1},A_{2}\not \in a} eine Kollineation, wenn die projektive Ebene eine Moufangebene ist, also der Lenz-Klasse VII angehört.
- Genau dann existiert für jedes beliebige Paar {\displaystyle (Z,a)} und jedes Paar {\displaystyle (A_{1},A_{2})} von verschiedenen Punkten mit {\displaystyle Z\in (A_{1}+A_{2}),\,Z\not \in \{A_{1},A_{2}\},\,A_{1},A_{2}\not \in a} eine Kollineation, wenn die projektive Ebene desarguessch ist, also der Lenz-Barlotti-Klasse VII.2 angehört.
- Ein Sonderfall ist die Fano-Ebene, das Minimalmodell einer projektiven Ebene, die genau drei Punkte auf jeder Geraden hat. Sie ist eine desarguessche und sogar pappussche Ebene und die vorgenannte Bedingung ist hier leer erfüllt: Jede Kollineation mit einer Achse {\displaystyle a} und einem Fixpunkt {\displaystyle Z\not \in a} außerhalb der Achse ist die identische Abbildung, da für einen Punkt {\displaystyle A_{1}\not \in \{Z\}\cup a} kein von {\displaystyle A_{1}} verschiedener Bildpunkt in {\displaystyle (Z+A_{1})\setminus (\{Z\}\cup a)=\{A_{1}\}} existiert.

### Sprechweisen
Wenn man in einer projektiven Ebene eine bestimmte Gerade als Ferngerade festhält, was durch die Auswahl eines projektiven Koordinatensystems implizit auch bereits geschieht, dann nennt man eine ebene Perspektivität meistens
- axiale Kollineation, wenn ihr Zentrum auf der Ferngeraden liegt, aber ihre Achse nicht die Ferngerade ist,
- zentrale Kollineation, wenn ihre Achse die Ferngerade ist, aber ihr Zentrum kein Fernpunkt,
- (projektive) Translation, wenn ihre Achse die Ferngerade ist und ihr Zentrum ein Fernpunkt.

Die Motivation für diese Sprachregelung wird in den affinen Beispielen im Anschluss deutlich. Für nichtidentische Perspektivitäten, bei denen weder Zentrum noch Achse uneigentlich sind, gibt es in der beschriebenen Situation keine Sprachregelung; die Ferngerade kann keine Fixgerade sein, daher operieren sie nicht auf dem affinen Ausschnitt der projektiven Ebene.

### Beispiele
Bei der Angabe der Achse und des Zentrums wird bei den folgenden Beispielen stets angenommen, dass die betrachtete Kollineation nicht die Identität der Ebene ist.
- In einer beliebigen affinen Inzidenzebene ist die projektive Fortsetzung einer Translation eine Perspektivität (eine „projektive Translation“): Achse ist die Ferngerade und das Zentrum ist der Fernpunkt der Spurgeraden der Verschiebung.
- In einer beliebigen affinen Inzidenzebene ist die projektive Fortsetzung einer Dilatation eine Perspektivität: Achse ist die Ferngerade, Zentrum ist der affine Fixpunkt, falls ein solcher als eigentlicher Punkt existiert, sonst ist die Dilatation eine Translation.
- In einer desarguesschen Ebene ist die projektive Fortsetzung einer zentrischen Streckung eine Perspektivität (eine „zentrale Kollineation“). Zentrum ist hier der Mittelpunkt der Streckung, Achse ist wieder die Ferngerade. Da sich der Begriff der zentrischen Streckung auf affine Translationsebenen verallgemeinern lässt, gilt das auch für diese Ebenen.
- In einer desargueschen Ebene ist die projektive Fortsetzung einer Scherung zentral-axial (eine „axiale Kollineation“): Achse ist die affine Fixpunktgerade zusammen mit ihrem Fernpunkt, Zentrum ist dieser Fernpunkt.
- In einer desargueschen Ebene, die dem Fano-Axiom genügt, ist die Fortsetzung einer Schrägspiegelung eine zentral-axiale Kollineation (eine „axiale Kollineation“): Achse ist die Spiegelachse zusammen mit ihrem Fernpunkt, Zentrum ist die Richtung, in der gespiegelt wird.
- Dagegen ist die projektive Fortsetzung einer Drehung der euklidischen Ebene nur dann eine Perspektivität, wenn die Drehung um ein Vielfaches von 180° erfolgt, also die Drehung eine Punktspiegelung oder die Identität ist. Da jede Drehung der euklidischen Ebene eine Komposition von zwei senkrechten Achsenspiegelungen, also speziellen Schrägspiegelungen, ist (vgl. Kongruenzabbildung), liefern projektive Fortsetzungen von Drehungen Beispiele für Projektivitäten, die keine Perspektivitäten sind.